# Edwin Eugene Bagley
Edwin Eugen Bagley (29. května 1857 Craftsbury, Vermont – 29. ledna 1922 Keene, New Hampshire) byl americký hudební skladatel a dirigent proslulý zejména díky svému pochodu National Emblem.
Svou hudební kariéru zahájil jako zpěvák v devíti letech v Leavitt's Bellringers a s touto společností cestoval po velkých městech Spojených států. Později začal hrát na kornet jako člen Swiss Berglingers.
Koncem osmdesátých let přešel z kornetu na pozoun. Působil také v Bostonské německé kapele a Bostonské symfonickém orchestru.
Skládal zejména vojenské pochody (např. Ambasador, Vítězná Amerika, Front Section March a další).